# François Romain

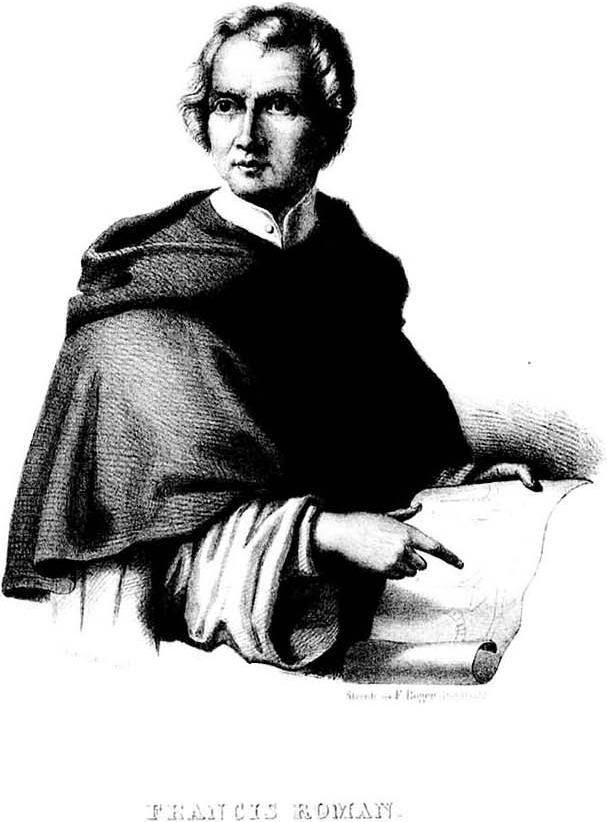

François Romain, conosciuto anche con il nome fiammingo di Francis Rooman o il suo nome latinizzato di Franciscus Romanus (Gand, 22 marzo 1646 – Parigi, 7 gennaio 1737), è stato un ingegnere e architetto fiammingo naturalizzato francese che si professava frate domenicano laico.

## Biografia
Su commissione degli Stati generali dei Paesi Bassi, nel 1683, ricostruì parti dell'antico ponte di San Servazio a Maastricht, che attraversava il fiume Mosa con nove arcate. Riuscito in questa impresa, per la quale per la quale fu necessario il dragaggio del fiume, fu invitato a Parigi, dove risiedette nel monastero di Saint-Thomas-d'Aquin, e curò il completamento del Pont Royal, che era stato progettato da Jules Hardouin Mansart, con arco centrale avente una luce di 23,5 metri. Il registro dei pagamenti a lui corrisposti a partire dal 1 aprile 1685, tre settimane dopo l'aggiudicazione del contratto, mostrava che, contrariamente al conto tradizionale secondo cui non era stato coinvolto fino a quando non si fossero verificati problemi, era stato lo specialista del progetto fin dall'inizio. Il dragaggio dell'alveo della Senna era necessario per realizzare fondamenta solide e per la prima volta furono impiegati cassoni per le fondamenta profonde, mezzo secolo prima che Charles Labelye ne facesse uso per il ponte di Westminster a Londra. La costruzione procedette senza incidenti e fu completata e il ponte fu ufficialmente aperto, il 13-14 giugno 1689. Questo ulteriore successo gli procurò l'ufficio di ispettore dei ponti e degli argini a Parigi.